# Еласа
Еласа (грец. Ελάσα) — острів на північному сході від Криту в Егейському морі, близько 3,5 морських миль від пальмового лісу Ваі. Він скелястий та безлюдний, площею 1,9 км². Його найвища точка — 79 м над рівнем моря. Адміністративно підпорядковується муніципалітету Ітанос у Ласітіоні.

## Природоохоронна зона
Еласа розташований по сусідству з островами Діонісадес і є частиною природоохоронної території з багатьма рідкісними видами рослин та тварин, зокрема тюленем-монахом.